# Willem van de Velde l'Ancien
Pour les articles homonymes, voir Van de Velde.
Willem van de Velde dit l'Ancien, né en 1611 à Leyde (Provinces-Unies) et mort le 13 décembre 1693 à Londres (Royaume d'Angleterre), est un peintre de marine et dessinateur de l’âge d'or de la peinture néerlandaise. Il est notamment connu pour ses tableaux représentant la marine de la république des Provinces-Unies lors du siècle d'or néerlandais.
Il est le père de Willem Van de Velde le Jeune et d'Adriaen van de Velde, également peintres.

## Biographie
Il était d'abord portraitiste de navires c'est-à-dire qu'il représentait le moindre détail des bateaux qu'ils soient en mouvement ou à quai. En 1672, il entra avec son fils au service de Charles II d'Angleterre. Tous deux percevaient dès lors de leur nouveau mécène une rente annuelle de 100 £. Le père étant davantage dessinateur et le fils peintre, ils devaient collaborer pour la réalisation des commandes du roi.

## Œuvre
Willem van de Velde l'Ancien a notamment peint avant son arrivée en Angleterre en 1657 La Bataille de Terheide aujourd'hui exposé au Rijksmuseum d'Amsterdam. Cette toile de 170 par 289 cm, lui a été commandée par Cornelis Tromp, le fils de l'amiral  Maarten Tromp décédé héroïquement lors de cette bataille navale anglo-néerlandaise au large de Terheide du 10 août 1653, pourtant remportée par les Hollandais.
Willem van de Velde se spécialise ainsi dans les marines. Cet artiste hollandais a représenté une multitude de batailles navales à la peinture à l'huile comme :
- La Bataille de Livourne vers 1655  qui eut lieu en 1653, exposé au Rijksmuseum d'Amsterdam
- La Bataille de Dunkerque du 18 février, réalisé en 1659, exposé au Rijksmuseum d'Amsterdam
- La Bataille du Sund (1665), huile sur toile, 143 × 295 cm, Galerie Palatine, Palais Pitti, Florence[1]
- La Flotte hollandaise (1672), huile sur toile, 112 × 203 cm, Galerie Palatine, Palais Pitti, Florence[1]
- La Bataille de Schooneveld du 7 juin 1673, réalisé en 1674.
- Le Conseil de guerre à bord du bâtiment "Les Sept Provinces" de l'amiral Michiel Adiaensz de Ruyter, le 10 juin 1666 (Bataille des Quatre Jours), (1693), huile sur toile, 117 × 175 cm, Rijksmuseum, Amsterdam[2]

Il a aussi dessiné les contours de La Rafale vers 1670 et La Salve vers 1680 que son fils, Willem van de Velde le Jeune, mit en couleurs, à la suite des commandes du roi d'Angleterre Charles II.

## Galerie

"
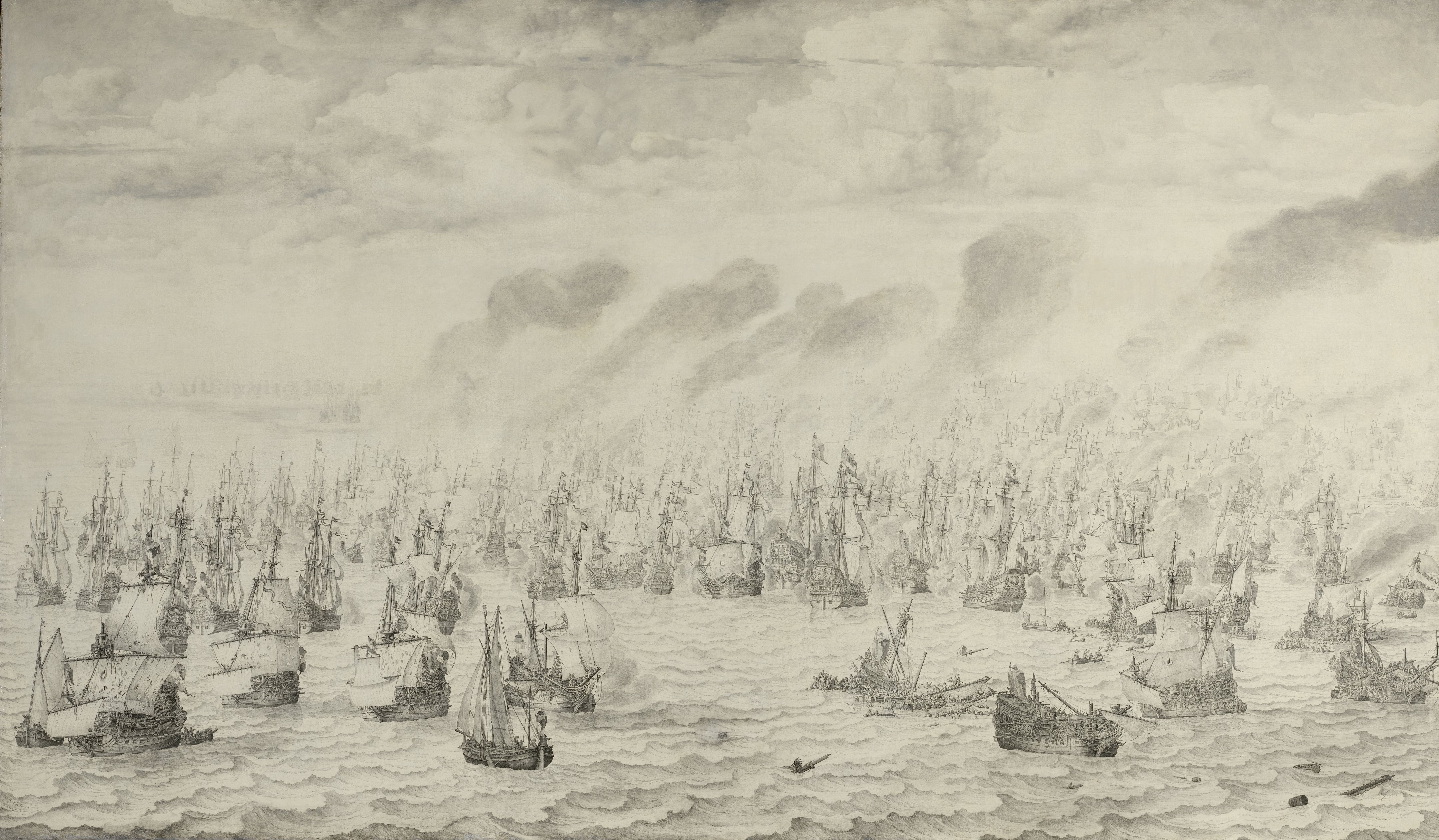
La Bataille de Terheide (1657)
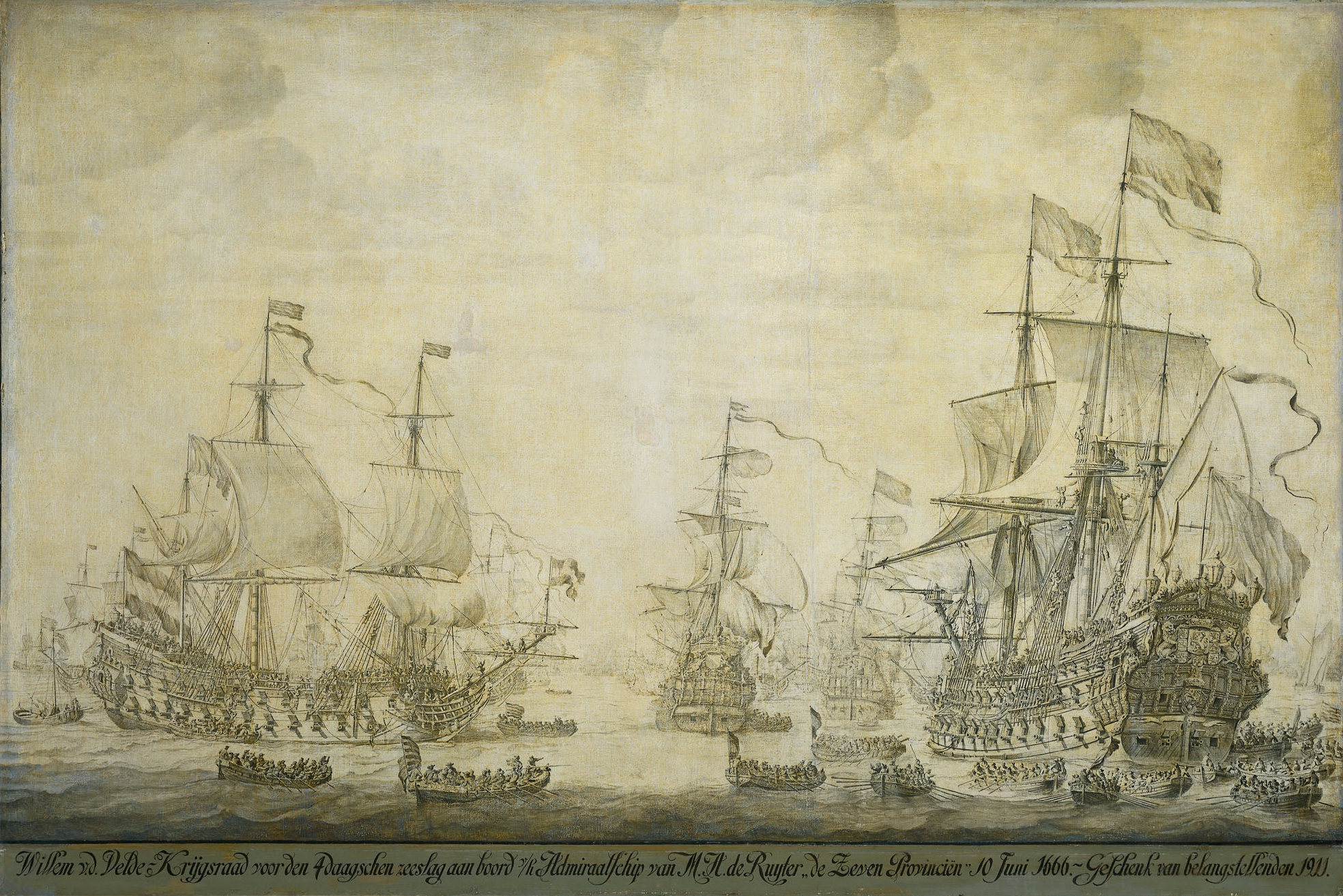
Les Sept Provinces (1693) Rijksmuseum
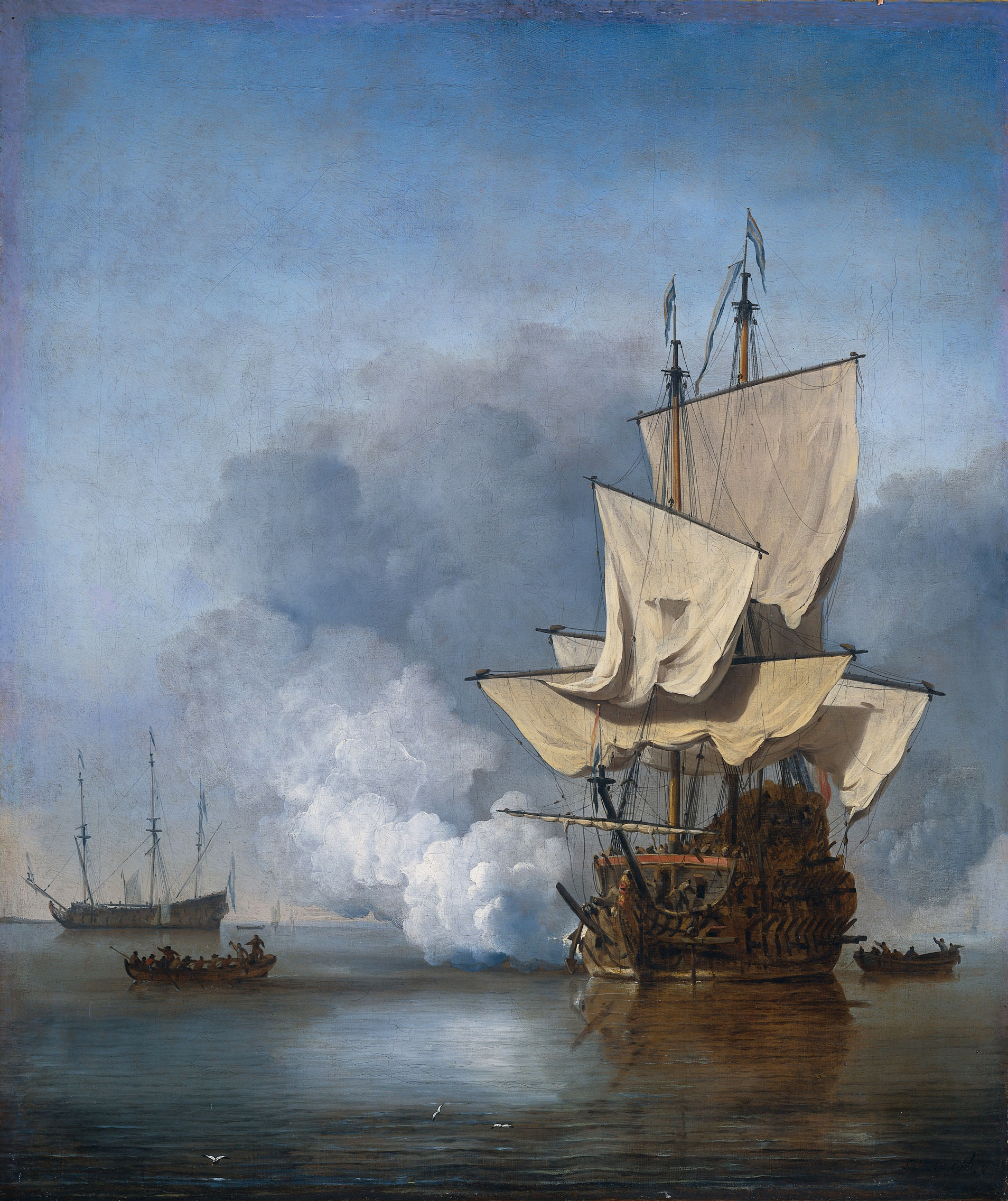
La Salve (vers 1680) par Willem van de Velde I et II